# Россошанська Ольга Валентинівна
Ольга Валентинівна Россошанська (до шлюбу Рач; нар. 27 грудня 1977, Ворошиловград, нині Луганськ) — українська науковиця, державна службовиця і діячка у сфері мистецької освіти, перша заступниця голови Державного агентства України з питань мистецтв та мистецької освіти (з 5 серпня 2020 року по 11 квітня 2025 року), доктор економічних наук (з липня 2018 року), професор (з лютого 2021 року), голова Державного агентства України з питань мистецької освіти (з 19 лютого 2020 до 05.08.2020, з 11 квітня 2025 року), з 15 липня 2022 року по 11 квітня 2025 року в.о. Голови Держмистецтв.

## Життєпис
Закінчила Східноукраїнський державний інститут (нині Східноукраїнський національний університет імені Володимира Даля) та Київський національний університет будівництва і архітектури.
За фахом є спеціалісткою з менеджменту підприємств та економічної безпеки.
Працювала в Луганській державній академії культури і мистецтв (першою проректоркою) та в київському Університеті економіки і права «Крок» (проректоркою з питань дистанційної та заочної освіти).
19 лютого 2020 була призначена Головою Державного агентства України з питань мистецької освіти.
З 5 серпня 2020 — перша заступниця Голови Державного агентства України з питань мистецтв та мистецької освіти.
З 15 липня 2022 року — в.о. голови Державного агентства України з питань мистецтв та мистецької освіти.
З 11 квітня 2025 року — Голова Державного агентства України з питань мистецтв та мистецької освіти.

### Освіта і наукові звання
- 1994 — закінчила фізико-математичний клас середньої школи-гімназії № 24 у м. Луганську;
- 1998 — з відзнакою закінчила Східноукраїнський національний університет імені Володимира Даля, спеціальність «Інформаційні системи в менеджменті»;
- 2000 — з відзнакою закінчила Київський національний університет будівництва і архітектури, спеціальність «Проектний менеджмент» та отримала кваліфікацію «Керівник проектів та програм»;
- 2006 — кандидат економічних наук, дисертація на тему «Системне формування стратегічного потенціалу підприємства» захищена на засіданні Спеціалізованої Вченої ради Східноукраїнського національного університету імені Володимира Даля за спеціальністю 08.06.01 — Економіка, організація і управління підприємствами;
- 2010 — отримала вчене звання доцента кафедри менеджменту Луганської державної академії культури і мистецтв;
- 2018 — доктор економічних наук, дисертація на тему «Методологічні засади оцінювання економічної безпеки інноваційних проектно-орієнтованих підприємств» захищена на засіданні Спеціалізованої вченої ради Д 26.130.01 Університету економіки та права «КРОК» за спеціальністю 21.04.02 — Економічна безпека суб'єктів господарської діяльності.
- 2021 — отримала вчене звання професора кафедри управлінських технологій Університету економіки та права «КРОК»;

### Кар'єра
- 2000—2000 — заступниця завідувача магістратурою Університету економіки та права «КРОК».
- 2000—2007 — заступниця декана факультету післядипломної освіти — завідувач магістратурою Університету економіки та права «КРОК».
- 2007—2014 — завідувачка кафедри менеджменту Луганської державної академії культури і мистецтв.
- 2010—2019 — перший проректор Луганської державної академії культури і мистецтв.
- 2019—2020 — професор кафедри управлінських технологій, помічник ректора Університету економіки та права «КРОК».
- 2020—2020 — голова Державного агентства України з питань мистецької освіти.
- 2020—2025 — перша заступниця голови Державного агентства України з питань мистецтв та мистецької освіти[6][7].
- 2022 —2025 — виконуюча обов'язки голови Державного агентства України з питань мистецтв та мистецької освіти[8].
- 2025 — по цей час — голова Державного агентства України з питань мистецтв та мистецької освіти[9].

## Праці
Авторка понад 120 наукових публікацій, з них 61 наукових праць, які опубліковані у вітчизняних і міжнародних рецензованих фахових виданнях, дві монографії, 4 розділі у колективних монографіях.
Зокрема, авторка монографії «Оцінювання економічної безпеки інноваційних проектно-орієнтованих підприємств» (за результатами дисертаційного дослідження, лютий 2016).